# Семба (танец)
Семба (порт. Semba) — современный ангольский городской социальный парный танец. Возник в столице Анголы Луанде в 40-х годах XX века. Согласно одному из распространённых мнений бразильская самба произошла от ангольской сембы. Семба — один из самых популярных музыкальных и танцевальных жанров Анголы — явилась предшественницей кизомбы и кудуру. Характерной особенностью сембы является юмор импровизированной пародии, когда исполнители танца походят порой на пару склеившихся паяцев.

## Происхождение
В португальской электронной «Инфопедии» понятие семба определяется следующим образом: музыкальный жанр и народный танец в Анголе, в котором один танцор исполняет танец в центре круга, а для своей замены в качестве солиста выбирает одного из стоящих вокруг танцоров ударом низа живота. Семба в переводе с языка кимбунду значит «умбигада» (umbigada).
В данном определении описывается не современный парный танец семба, а родственный афробразильской самбе-де-рода народный ангольский танец масемба.
Название характерного танцевального движения «умбигада» происходит от лат. Umbilīcus — пупок. В Бразилии также существует народный не круговой танец «умбигада».
В Бразилии движение умбигады из самбы-де-рода было заимствовано машише, а в Анголе из масембы перешло в сембу и затем в кизомбу.
Современный городской парный танец семба произошёл от народного кругового танца масемба (massemba — мн. число от семба), имеющего свои истоки в посвящённых плодородию древних ритуалах, соблюдавшихся при рождении ребёнка, на свадьбах и праздниках урожая, когда ещё существовало единство музыки, пения и танца.
Современная семба возникла как подражание европейским социальным танцам, поскольку культуре народов банту не свойственно исполнение танцев партнёрами разных полов.
Сохранилось важное воспоминание Жозе Оливейра де Фонтеш Перейры (José Oliveira de Fontes Pereira, известный также под псевдонимом «Malé Malamba», 1939—2014) о выступлении его отца в 1950 году. Его отец, Жозе де Фонтеш Перейра, играл на разновидности аккордеона концертине и основал в Луанде при «Элит Униан Клубе» (Elite União Clube, 1919—1951) известный ансамбль «Масемба ду Байру Вила Клотилде» (Massemba do Bairro Vila Clotilde). На том выступлении танец исполнялся парами кавалеров и дам, а не солистом в кругу.
Поэтому следует различать народный ритуальный танец масемба, сценический танец семба и социальный парный танец семба.

## Школа сембы
Образцы карнавального или сценического танца семба были представлены первой школой сембы (Escola de Semba), которая была основана Жозе Оливейра де Фонтеш Перейра и существовала с 1958 по 1960 год.
Речь идёт не о городском парном танце, а о театрализованном варианте масембы в исполнении карнавальной школы, созданной по образцу и подобию бразильских аналогов. В состав ансамбля входили музыканты, вокалисты, танцовщицы, пасишта (passista) и знаменосец (porta-bandeira). В таком же составе проходит школа самбы на карнавале в Рио-де-Жанейро.
Общим для ангольской сембы и бразильской самбы является происхождение от ритуальной музыки и танцев, возникновение в бедных районах — трущобах («муссеке» в Анголе, «фавелах» в Бразилии) с постепенным распространением в городской среде (то есть там, где имеется асфальт), завоеванием популярности в период столичных карнавалов с последующим выходом на мировую арену. Параллель между ангольской сембой и бразильской самбой прослеживается в изначальном противопоставлении «муссеке» (районов песка в Луанде, пространства африканцев) и «фавел» (холмов Рио-де-Жанейро) «миру асфальта» (космосу белого человека) с последующим синтезом двух различных миров: деревенского африканского и городского европейского.